# Lake Monticello
Pour les articles homonymes, voir Monticello (homonymie).
 (août 2019).
Lake Monticello est une census-designated place située dans le comté de Fluvanna, dans le Commonwealth de Virginie, aux États-Unis. Sa population s’élevait à 9 920 habitants lors du recensement de 2010.

## Source
- (en) Cet article est partiellement ou en totalité issu de l’article de Wikipédia en anglais intitulé « Lake Monticello, Virginia » (voir la liste des auteurs).